# Alexei Mateevici
Alexei Mateevici, Aleksiej Matiejewicz (ur. 15 marca?/27 marca 1888 w Căinari, zm. 11 sierpnia?/24 sierpnia 1917 w Kiszyniowie) – mołdawski duchowny prawosławny i poeta, działający w Besarabii pod panowaniem rosyjskim, tworzący w języku rumuńskim (sam określał go jako mołdawski). Autor wiersza Limba noastră – tekstu hymnu państwowego Mołdawii.

## Życiorys
Był synem prawosławnego kapłana Mihaila Mateevici (Michała Matiejewicza) i jego małżonki Nadejdy (Nadieżdy) zd. Neaga. We wczesnym dzieciństwie przeniósł się razem z rodzicami do Zaimu, gdzie uczył się w szkole podstawowej. W wieku dziewięciu lat został oddany do niższej szkoły duchownej w Kiszyniowie, którą ukończył w 1902 z wyróżnieniem. Następnie kontynuował kształcenie w seminarium duchownym w Kiszyniowie, a po jego ukończeniu w 1910 podjął wyższe studia teologiczne na Kijowskiej Akademii Duchownej, której dyplom końcowy uzyskał w 1914. W tym samym roku ożenił się z Fieodorą Nowicką i powrócił do Kiszyniowa, gdzie został zatrudniony w seminarium duchownym jako lektor języka greckiego i łacińskiego. Wstąpił również do działającego przy eparchii kiszyniowskiej cerkiewnego towarzystwa historyczno-archeologicznego.
Podczas I wojny światowej został kapelanem wojskowym w armii rosyjskiej. Znajdując się na froncie, w 1917 zachorował na tyfus. Zmarł w szpitalu nr 1 w Kiszyniowie. Został pochowany na kiszyniowskim Cmentarzu Centralnym. W 1934 Alexandru Plămădeală, który znał go z seminarium, wyrzeźbił jego pomnik nagrobny.

## Twórczość
Od dzieciństwa miał kontakt z ludową twórczością literacką Besarabii. Podczas studiów w Kijowie zapoznał się również z klasyką literatury rosyjskiej, którą przekładał na język rumuński, oraz poznawał historię i kulturę rumuńskojęzycznej ludności Besarabii.

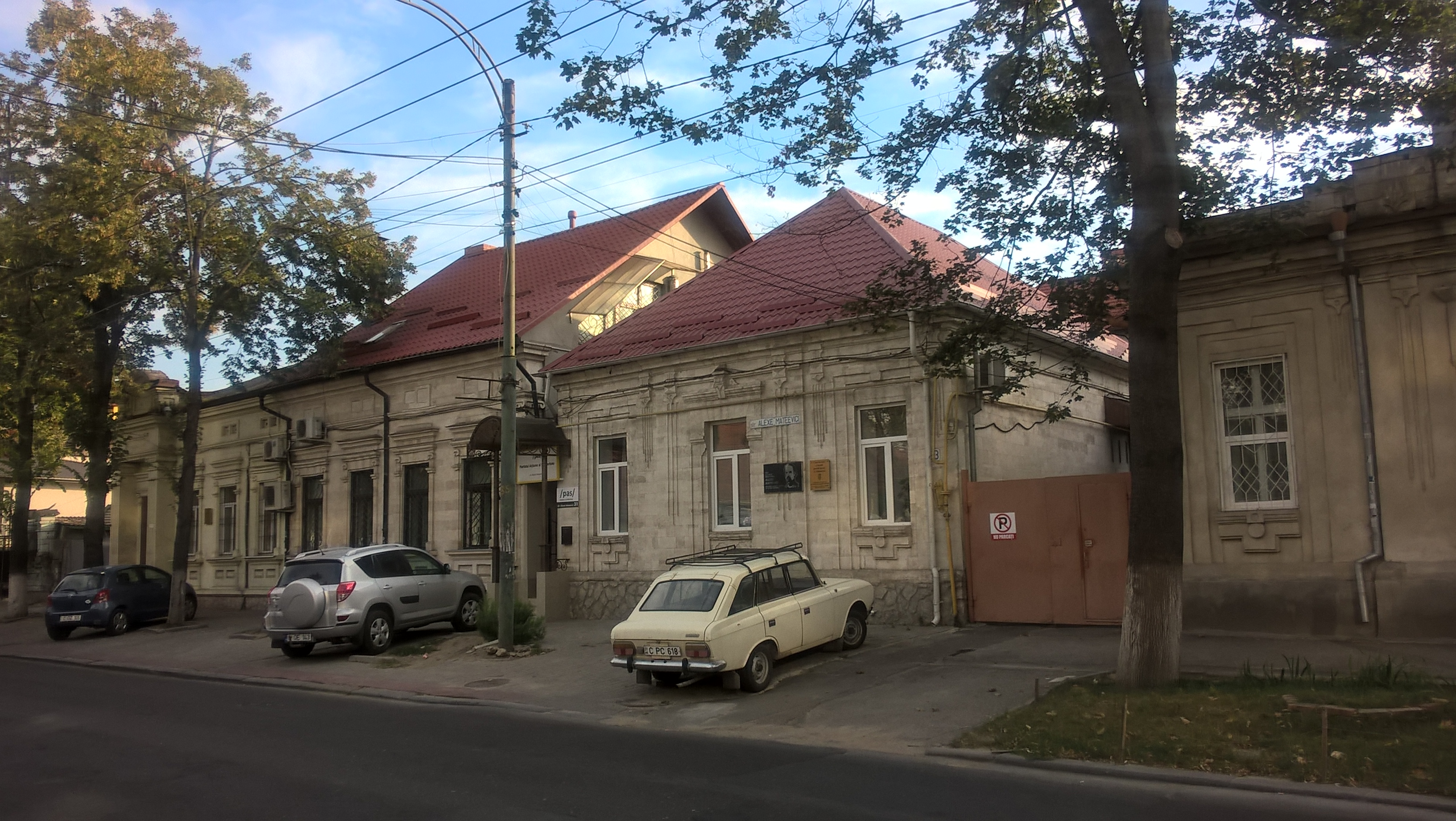
Dom poety w Kiszyniowie, przy dawnej ul. Sadowej, obecnie noszącej jego imię

W 1907 zadebiutował na łamach pisma „Besarabia”, publikując wiersze Țăranii, Eu cînt oraz Țara, a także artykuły poświęcone noworocznym obyczajom Mołdawian oraz pieśniom ludowym Besarabii. Regularnie publikował na łamach lokalnych pism kiszyniowskich od 1910. W wymienionym roku wydał na łamach „Besarabii” tłumaczenie wybranych tekstów Czechowa i opowiadanie Jesień. Publikował następnie na łamach „Kiszyniowskich jeparchialnych wiedomosti”, gdzie pojawiły się jego artykuły o języku mołdawskim, religijności ludowej i obyczajach Besarabii. W piśmie „Luminătorul” („Oświeciciel”) wydał studium biograficzne o postaci metropolity kiszyniowskiego Gabriela. Jego prace ukazywały się także na łamach pism „Viața Basarabiei” i „Cuvânt moldovenesc”. Tłumaczył na język rumuński wiersze Aleksieja Tołstoja, Michaiła Lermontowa, Aleksandra Puszkina, Gawriiła Dierżawina, Siemiona Nadsona. Pisał także na tematy filozoficzne i teologiczne. Łącznie jest autorem 43 wierszy.
W 1917 opublikował jeden ze swoich ostatnich i najbardziej znanych tekstów – odę na cześć języka rumuńskiego (mołdawskiego) pt. Limba noastră (Nasz język).

## Upamiętnienie

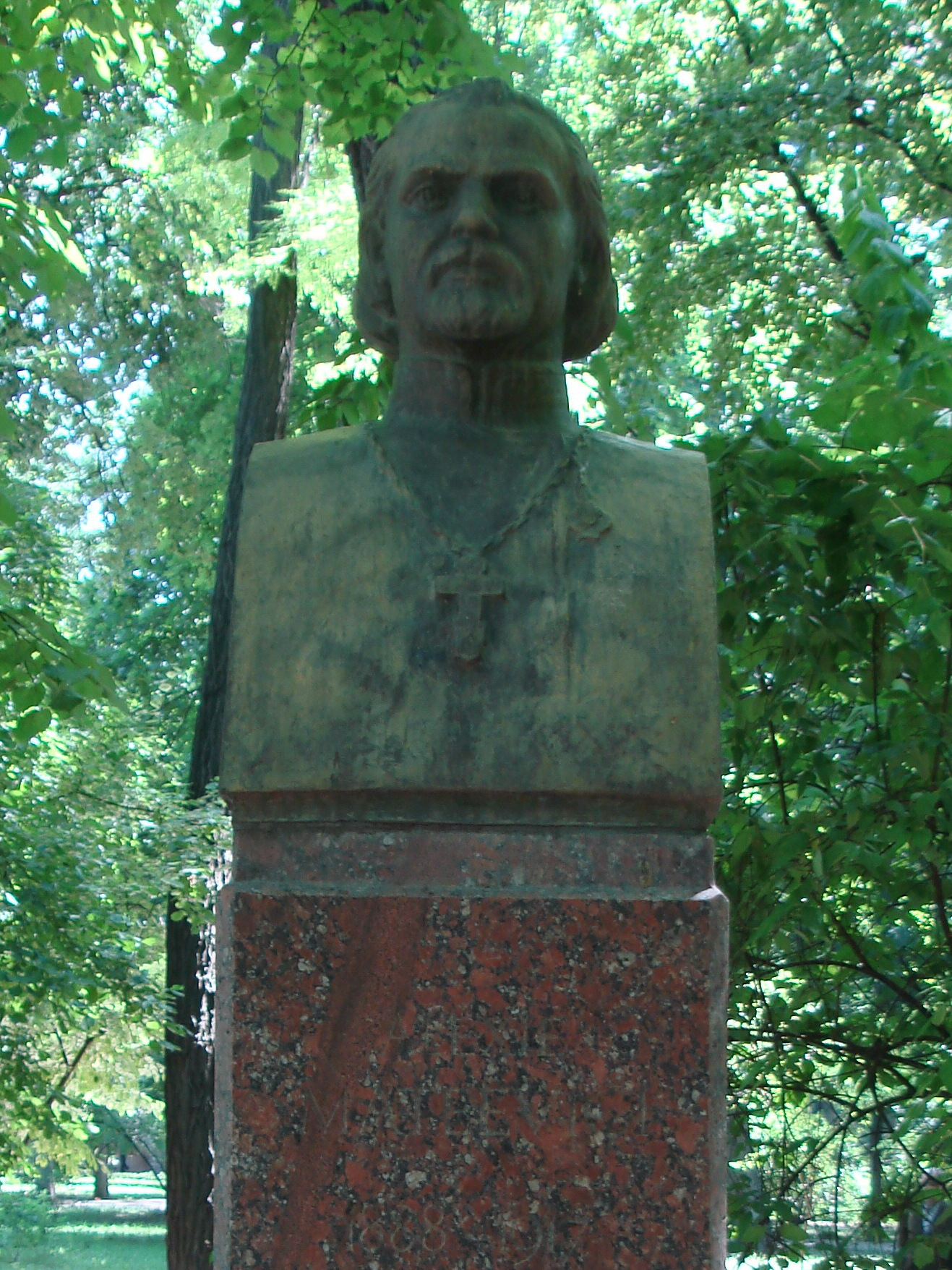
Popiersie duchownego w kiszyniowskiej Alei Klasyków

W styczniu 1988 grupa mołdawskich dysydentów, których łączyły poglądy antyrosyjskie i fakt, iż posługiwali się językiem rumuńskim (mołdawskim), utworzyła opozycyjny klub nazwany imieniem poety. Przekształcił się on następnie w Demokratyczny Ruch na rzecz Przebudowy.
Wizerunek poety od 1990 znajduje się w kiszyniowskiej Alei Klasyków w parku Stefana Wielkiego. W jego domu rodzinnym w Zaim mieści się od 1988 muzeum biograficzne.
Alexei Mateevici jest patronem teatru poetyckiego w Kiszyniowie.